# DB Schenker

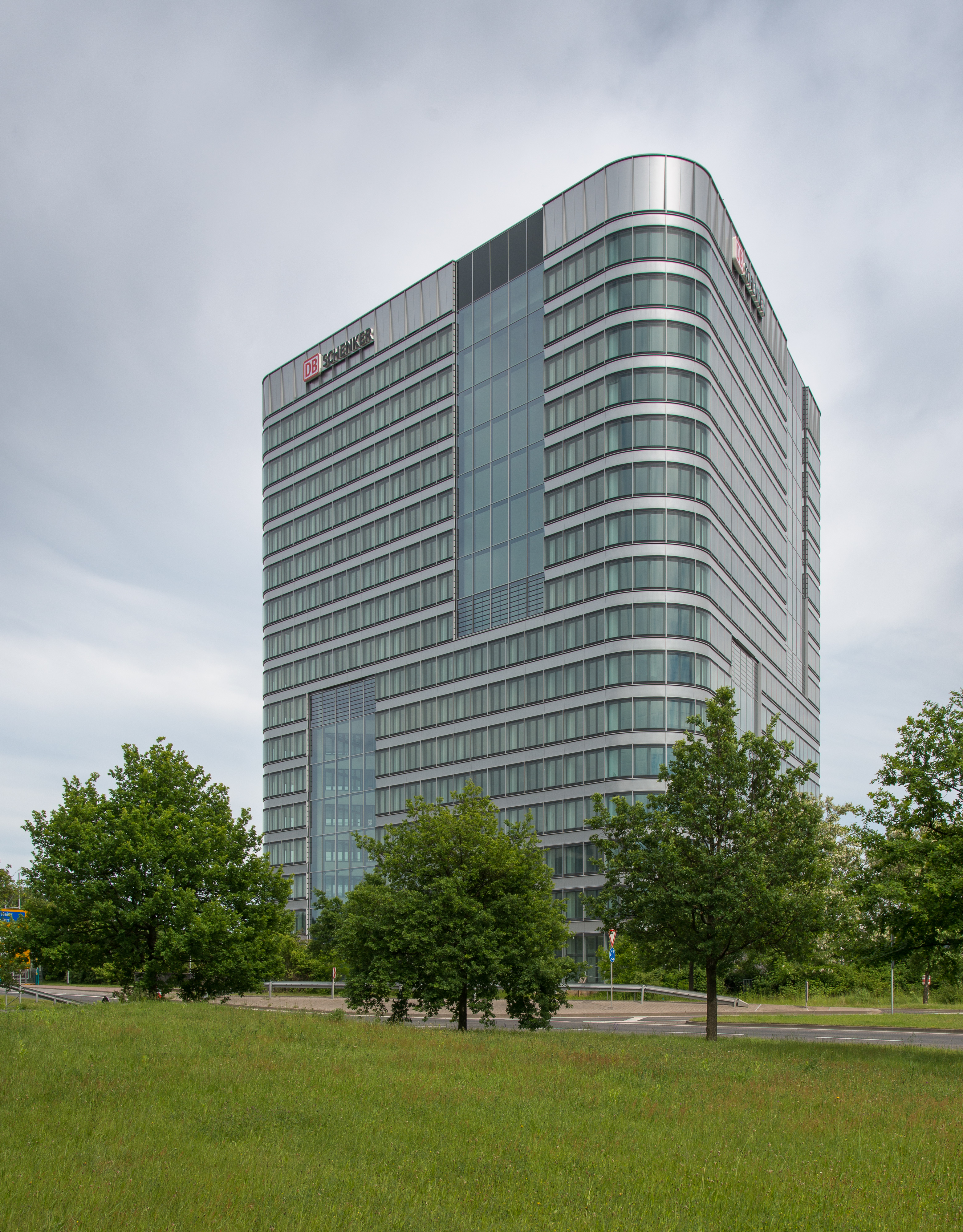
Niederlassung mit DB-Schenker-Logo am Flughafen Frankfurt (2013)

Unter der Marke DB Schenker führte die Deutsche Bahn AG das Geschäftsfeld für alle Transport- und Logistikdienste der DB-Gruppe (mit Ausnahme des Schienengüterverkehrs, der im Geschäftsfeld DB Cargo organisiert wird).
Die Marke selbst wurde dabei von der Deutsche-Bahn-Tochtergesellschaft Schenker AG und den anhängenden Ländergesellschaften verwendet. In der Außenkommunikation treten demnach die Schenker AG sowie sämtliche Gesellschaften des Verbundes als DB Schenker auf.
Die Marke DB Schenker ist nach dem Verkaufsabschluss Ende April 2025 Teil von DSV A/S.

## Geschichte
In seiner Biografie begründet der damalige Vorstandsvorsitzende der Deutschen Bahn, Hartmut Mehdorn, die Zukäufe von internationalen Logistikunternehmen mit Anforderungen der Güterverkehrskunden. Eine Analyse habe im Jahr 2000 ergeben, dass die 200 umsatzstärksten Kunden des Unternehmens bis zu 60 Prozent ihrer Fracht ins Ausland lieferten. Da das Kerngebiet der Bahn in Deutschland war, habe man Kunden an Mitbewerber verloren, die dort besser aufgestellt gewesen seien. Für ein eigenständiges Wachstum in diesen Märkten habe die Zeit gefehlt. Diese Analyse führte auch zum Kauf der Stinnes AG 2002 und der damit verbundenen Übernahme der Marke Schenker.
Seit 2016 tritt die DB Cargo, ehemals DB Schenker Rail, nicht mehr unter der DB Schenker-Marke auf, sondern fungiert als gleichgestelltes Geschäftsfeld innerhalb der Bahn-Gruppe.